# Lecce (stad)
Lecce is een stad met ruim 90.000 inwoners in de Italiaanse regio Apulië. Het is tevens hoofdstad van de gelijknamige provincie.
De stad ligt in het binnenland, maar op slechts 11 en 23 kilometer van respectievelijk de Adriatische en Ionische Zee nabij het zuidelijkste punt van de hak van Italië. Lecce heeft een universiteit, de Università del Salento.

## Geschiedenis
Lecce, gesticht in de 7e eeuw voor Christus door de Grieken, heette ten tijde van het Romeinse Rijk Lupiae. In de 2e eeuw werd in de stad het amfitheater gebouwd, dat thans een van de belangrijkste monumenten van de stad is. De haven droeg de naam Portus Hadriani en is thans het plaatsje San Cataldo.
De overige monumenten van belang uit de stad waaronder de Basiliek Santa Croce, het paleis der Celestijnen, het priesterseminarie en de dom stammen uit de 17e eeuw. Zij zijn in barokstijl uitgevoerd. Doordat deze stijl in Lecce in de architectuur meer tot uiting kwam dan in andere steden, werd de stad wel het Florence van de Barok genoemd. Een andere bijnaam voor de stad is het Athene van Apulië.
De stad, met Apulië, behoorde na de scheiding van het Romeinse Rijk tot het Oost-Romeinse Rijk tot ze in de 11e eeuw werd binnengevallen door de Normandiërs. In de eeuwen daarna was de stad enkele eeuwen hoofdstad van een graafschap dat bestond uit het zuidelijk deel van Apulië en een deel van Lucanië. Vanaf de 15e eeuw stond de stad, met een korte onderbreking van Habsburgse dominantie, onder het bewind van het Spaanse Huis Bourbon, tot het als deel van het Koninkrijk der Beide Siciliën opging in het Koninkrijk Italië.

## Sport
US Lecce is de professionele voetbalploeg van Lecce en speelt in het Stadio Via del Mare. US Lecce was meermaals actief op het hoogste Italiaanse niveau de Serie A.
Lecce is vijf keer aankomstplaats geweest van een etappe in wielerkoers Ronde van Italië. De laatste ritwinnaar in Lecce was in 2025 de Nederlander Casper van Uden.

## Bekende inwoners van Lecce

### Geboren
- Tancred van Sicilië (1130-1194), koning van Sicilië
- Matteo Perez d'Aleccio (1547-1616), kunstschilder
- Oronzio Gabriele Costa (1787-1867), zoöloog
- Achille Costa (1823-1899), entomoloog
- Tito Schipa (1889-1965), zanger
- Vito De Grisantis (1941-2010), bisschop
- Franco Causio (1949), voetballer
- Sergio Brio (1956), voetballer en voetbaltrainer
- Antonio Conte (1969), voetballer
- Marco Materazzi (1973), voetballer
- Federico Viviani (1992), voetballer

### Overleden
- Bernardino Realino (1530-1616), geestelijke en heilige van de Katholieke Kerk
- Filippus Smaldone (1848-1923), geestelijke

## Galerij

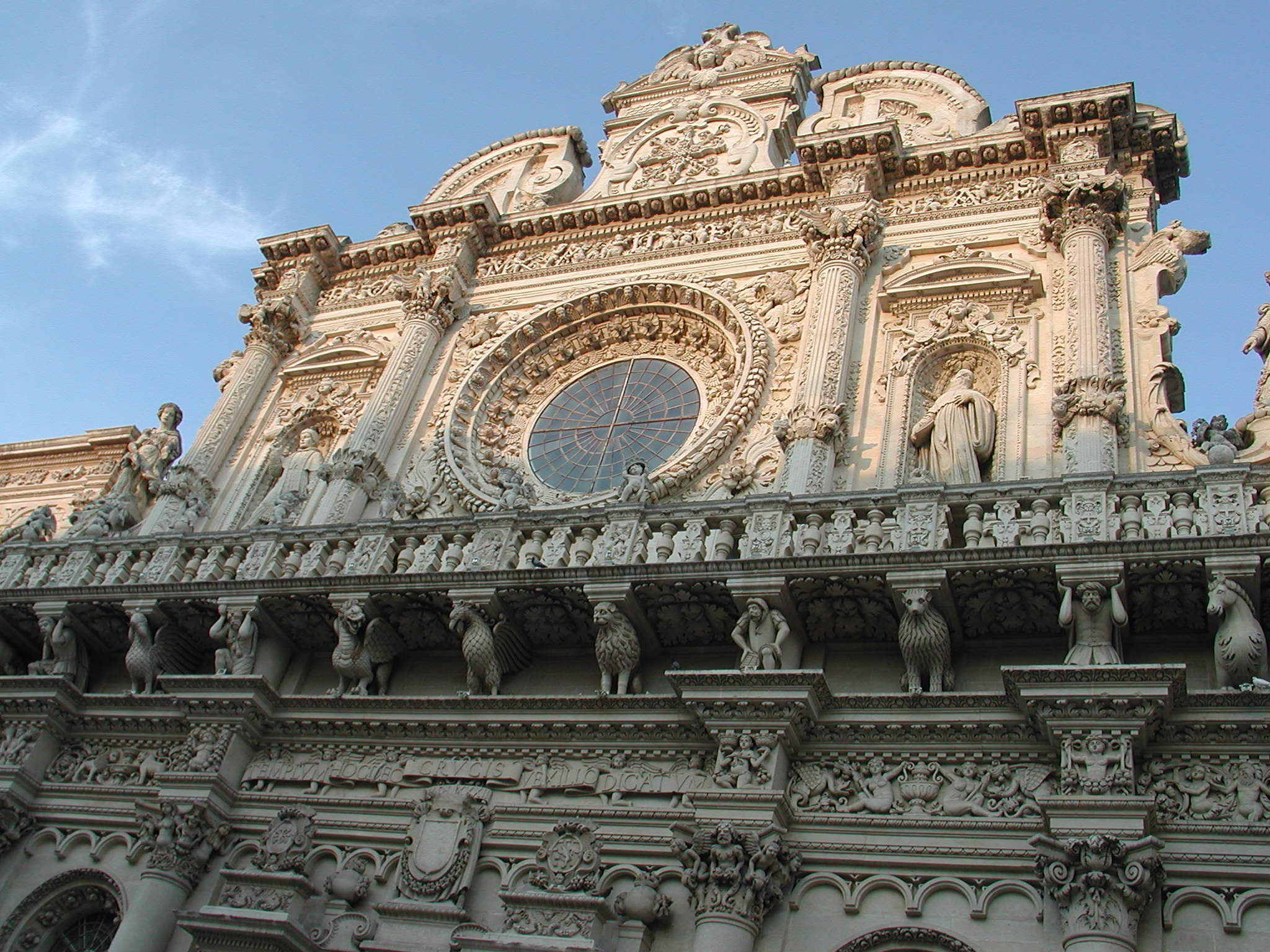
Santa Croce en Paleis der Celestijnen
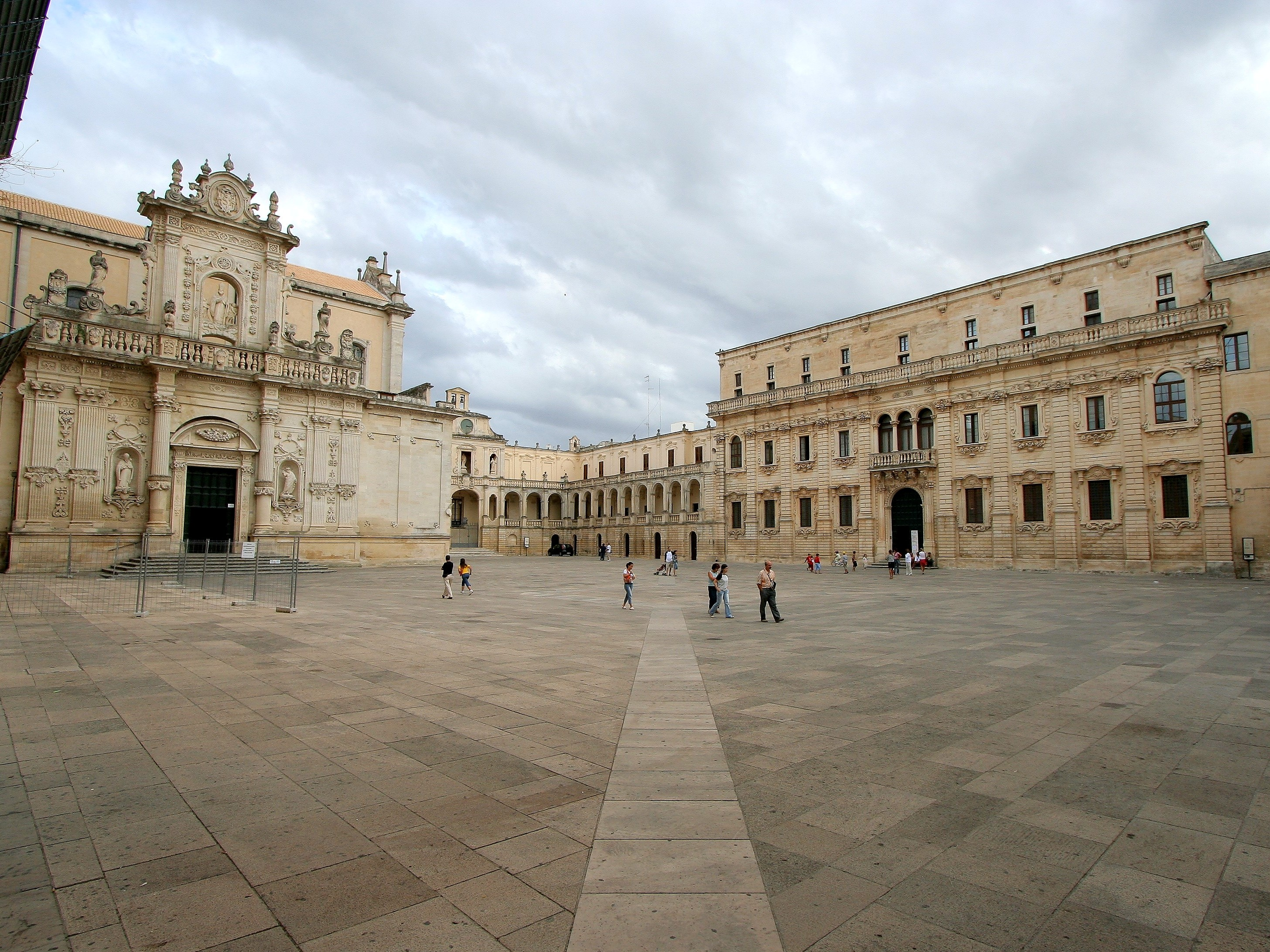
Piazza del Duomo
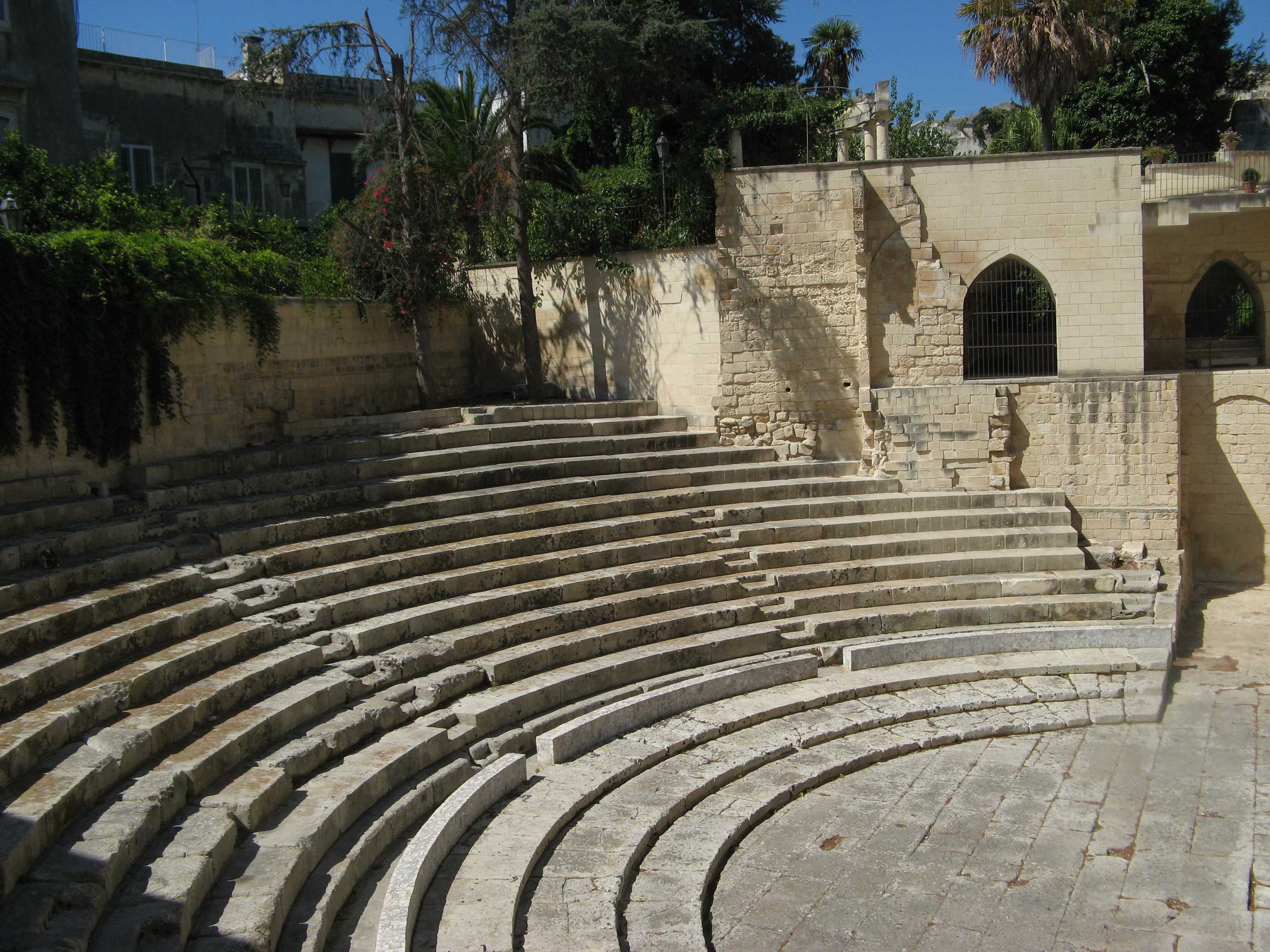
Romeins theater
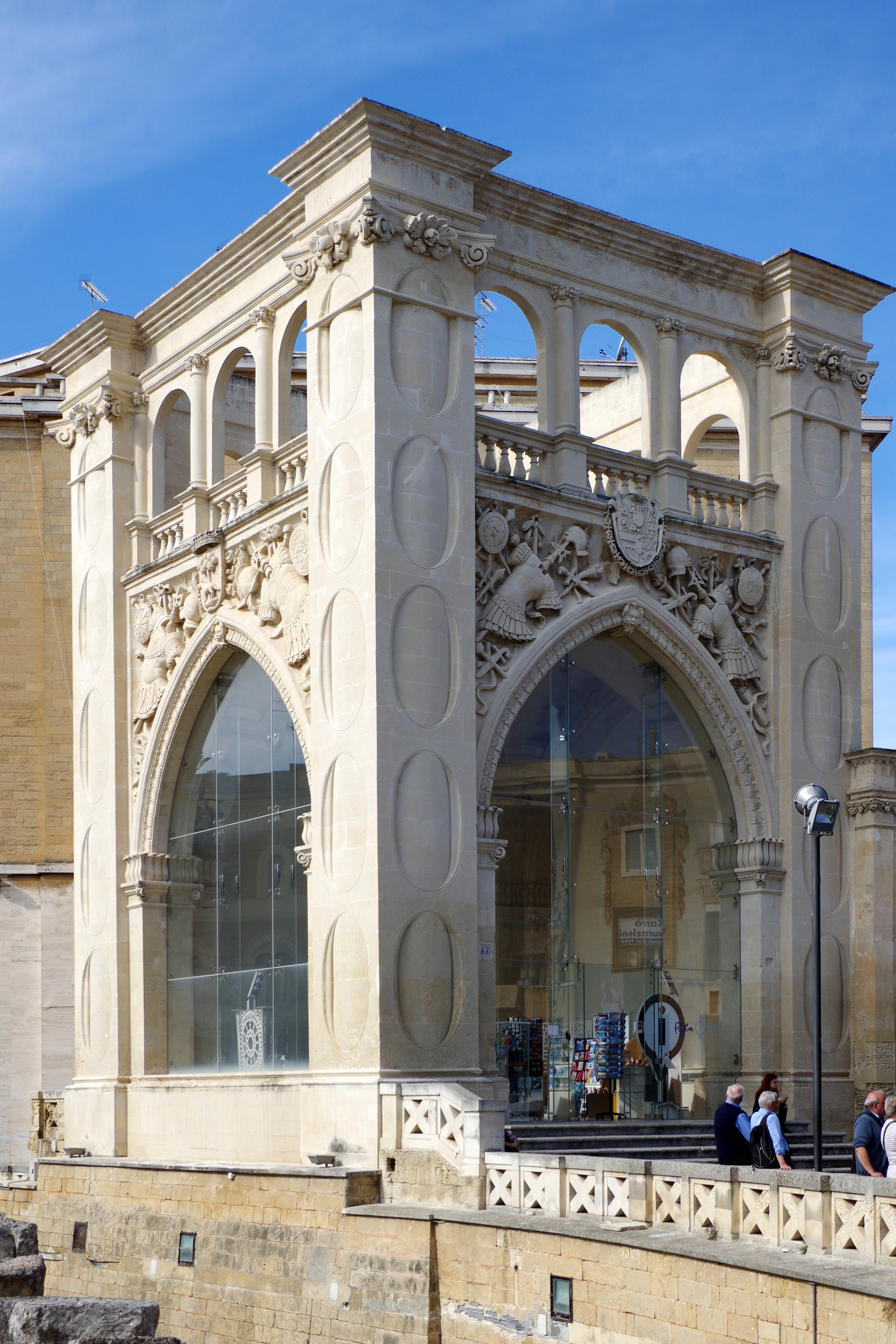
Il Sedile